# اوگتسو مونوگاتاری (کتاب)

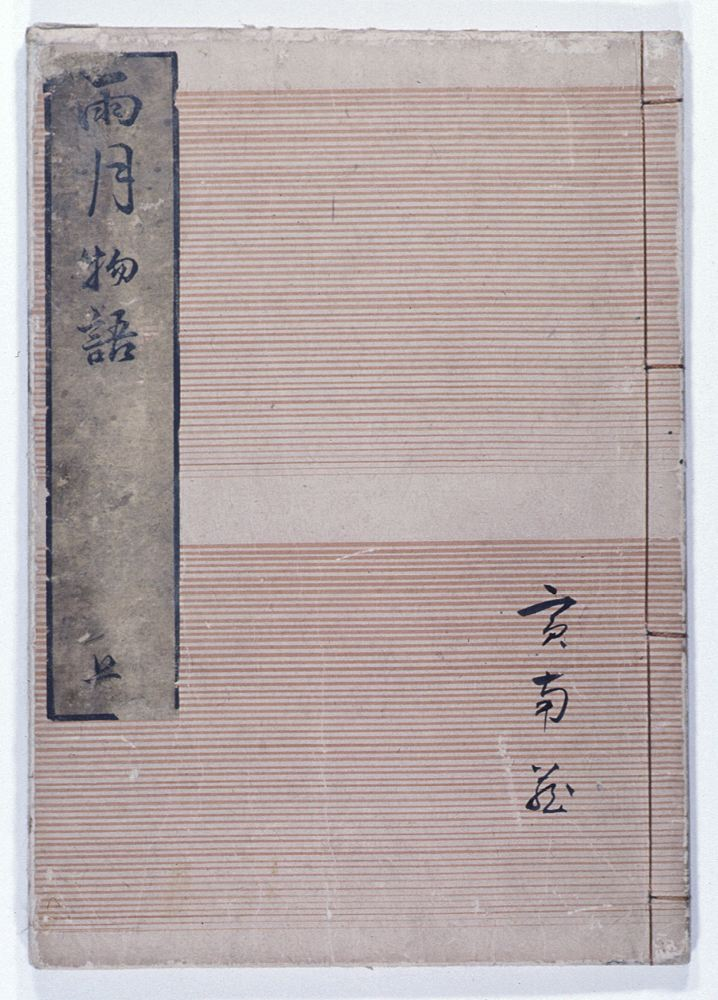
جلد روی کتاب

اوگتسو مونوگاتاری (به ژاپنی: 雨月物語 Ugetsu Monogatari) مجموعه‌ای از ۹ داستان ماورای طبیعی است که توسط نویسنده ژاپنی اوئدا آکیناری، برای اولین بار در سال ۱۷۷۶ منتشر شده است.
این کتاب با نام «قصه های مهتاب و باران» و با ترجمه ی فردین توسلیان در بهمن ماه ۱۳۹۶ توسط نشر ورا در ایران منتشر شده است.